# ساينت ليولين (نيو برونزويك)
ساينت ليولين (بالإنجليزية: Saint-Léolin, New Brunswick)‏ هي قرية تقع في كندا في نيو برونزويك. يقدر عدد سكانها بـ 684 نسمة .